# Charles Taylor (político liberiano)
Charles McArthur Ghankay Taylor (Arthington, 28 de janeiro de 1948) é um chefe militar e mercenário, que foi presidente da Libéria de 1997 até sua resignação em 2003, na fase final da Segunda Guerra Civil da Libéria. Foi um dos principais conspiracionistas do Golpe de Estado de 1987 em Burkina Faso e do assassinato do seu então presidente Thomas Sankara.
Por suas ações, consideradas cruéis, dentro do seu próprio país, e também por sua participação na violenta Guerra Civil de Serra Leoa, Taylor passou a ser considerado um criminoso de guerra. Após sua renúncia em 2003, fugiu em exílio para a Nigéria. Procurado pela Interpol, Taylor foi capturado em 2006 após um pedido de extradição feito pela presidente da Libéria Ellen Johnson Sirleaf, tendo sido condenado em 2012 a 50 anos de prisão.

## Biografia

### Primeiros anos
Nasceu em 1948, filho de américo-liberianos. Seu pai era um juiz, parte da elite da Libéria. Formou-se em economia nos Estados Unidos em 1977, no Bentley College, em Waltham, Massachusetts. Voltou ao seu país quando ocorreu o Golpe de Estado na Libéria em 1980, levado a cabo por Samuel Kanyon Doe, tendo sido nomeado Diretor da Administração de Serviços Gerais, que o concedeu grande controle sobre as finanças do país.

### Retorno aos EUA e fuga para a Líbia
Após uma briga, foi acusado por Doe de desviar cerca de um milhão de dólares em 1983 e assim Taylor regressou aos Estados Unidos no ano seguinte.
Ele foi preso na Instituição Correcional municipal de Plymouth em 1985, nos Estados Unidos, mas conseguiu fugir antes de ser extraditado de volta para a Libéria. Algumas teorias apontam que Taylor recebeu apoio do próprio governo dos EUA para conseguir fugir da prisão, teoria esta reivindicada como verdade pelo próprio Taylor, que afirmou em 2009 que um guarda o escoltou até o setor de segurança mínima, onde improvisou com lençóis uma corda, a qual usou para pular uma cerca da prisão, onde dois agentes que ele supôs serem do governo o levaram de carro até Nova York, onde sua esposa o esperava com dinheiro para sair do país. Apesar disso, alguns observadores afirmam que Taylor reforçou a teoria apenas para difamar o governo dos Estados Unidos e culpar os EUA por ele ter subido ao poder. Outros quatro prisioneiros que fugiram foram rapidamente recapturados.

### Líbia e formação da FPNL (1985-1989)
Após sua fuga Taylor reapareceu na Líbia, onde, com o apoio de Muammar Al-Gaddafi, criou o grupo de milícias Frente Patriótica Nacional da Libéria. Taylor disse que treinou 168 homens e mulheres para a FPNL em uma antiga base militar dos EUA na Líbia. Após alguns anos de preparação, ele e seu grupo atacaram a Libéria a partir da fronteira com a Serra Leoa, no norte, ao final do ano de 1989, iniciando a Primeira Guerra Civil da Libéria contra o governo de Samuel Doe.

### Primeira Guerra Civil da Libéria (1989-1996)
Taylor e seus guerrilheiros estiveram bem equipados e preparados, mas foram recebidos com hostil entusiasmo das Forças Armadas da Libéria. Como Samuel Doe tinha uma popularidade muito baixa no país, o apoio da população pelo FPNL aumentou. Charles Taylor se aproveitou disso e recrutou novos membros para seu exército nas regiões que eram antes oprimidas pelo governo, enquanto as forças de Samuel Doe estavam mal equipadas e treinadas. Taylor rapidamente conseguiu conquistar grande parte da Libéria e seus recursos. Apesar disso, surgiram várias disputas internas de poder dentro da FPNL, o que acabou resultando em divisões internas. A principal delas foi a de Prince Johnson, que fundou a Frente Patriótica Nacional Independente da Libéria. Embora Charles Taylor e seu grupo tenham conseguido controlar a maior parte da Libéria, a facção de Johnson acabou tomando a capital Monróvia, onde torturou e assassinou Samuel Doe. Isso, somado às várias facções que começaram a lutar entre entre si, impediu que Taylor conseguisse uma vitória total na guerra. O conflito foi muito violento e ocorreram várias intervenções internacionais, como tentativas de impedir que os rebeldes conseguissem armas através de embargos e tropas enviadas pela Comunidade Económica dos Estados da África Ocidental e a ONU. Em 1996 um tratado de paz foi assinado, encerrando a guerra, que deixou mais de 150 000 mortos.

### Eleições Gerais de 1997
Após o fim do conflito, eleições democráticas foram marcadas para o dia 19 de julho de 1997. Taylor se candidatou, tendo utilizado o famoso slogan "Ele matou minha mãe, ele matou meu pai, mas vou votar nele". As eleições, que foram supervisionadas pela Missão de Observação das Nações Unidas na Libéria, ocorreram pacificamente e Taylor as venceu com facilidade, obtendo 75% dos votos. Apesar de ser considerada uma eleição livre e justa por observadores internacionais, organizações alegaram que Taylor tinha muita vantagem em relação aos outros candidatos: Ele havia invadido a estação de rádio governamental durante a guerra, e a utilizou para espalhar sua propaganda eleitoral. Além disso existia medo entre o povo da Libéria, e muitos votaram em Taylor porque temiam de que ele perdesse e recorresse à luta armada novamente. Também surgiram acusações de que Taylor ofereceu esmola aos pobres para conseguir votos.

### Presidência (1997-2003)

#### Forças Armadas
Como presidente da Libéria, Taylor fez esforços para tentar consolidar seu poder. Ele demitiu mais de 2 400 funcionários do exército, a maioria deles pertencentes à etnia Kran, que foi colocada no exército pelo presidente Samuel Doe para fortalecer o grupo étnico que fazia parte. Para substituí-los, Taylor criou a Unidade Anti-Terrorista (UAT) e a Divisão de Operações Especiais da Polícia Nacional da Libéria, que eram repletos de seus antigos guerrilheiros da FPNL.

#### Guerra Civil de Serra Leoa
Existem várias acusações que Charles Taylor teve envolvimento com a Guerra Civil de Serra Leoa. Ele foi acusado de ajudar a Frente Revolucionária Unida (FRU) na venda de armas em troca de diamantes de sangue. A Libéria sofria de um embargo da ONU que a impedia de comprar armas, o que fez com que Taylor recorresse ao mercado negro. Além disso, ele também foi acusado de estar envolvido no uso de crianças menores de 15 anos na guerra pelo FRU, e também de dirigir as operações do grupo pessoalmente em Serra Leoa. Depois de ser acusado, Taylor apareceu vestindo uma túnica branca. Ele implorou perdão à Deus enquanto negava todas as acusações.

### Segunda Guerra Civil da Libéria (1998-2003)
Os esforços de Taylor não foram suficientes e ele não conseguiu estabilizar o país. A oposição ao seu governo cresceu rapidamente, e em meados de 1998 o grupo Liberianos Unidos pela Reconciliação e Democracia (LURD) sublevou-se contra o governo na região norte do país. Este grupo cometeu várias atrocidades na guerra e suspeita-se de que foi apoiado pela Guiana e Serra Leoa. O governo de Taylor foi incapaz de conter a rebelião, causando o surgimento de uma nova sangrenta guerra civil. Em 1999 Taylor já havia perdido o controle de grande parte do país. Outro grupo, chamado Movimento para a Democracia na Libéria, lançou um ataque no país a partir de Costa do Marfim em 2003. Como as forças de Taylor estavam ocupadas lutando contra o LURD, o Movimento para a Democracia na Libéria ganhou territórios rapidamente. Neste momento da guerra Taylor controlava apenas a região central da Libéria e sua capital, Monróvia, que juntos continham cerca de 1/3 da população. Em meio a isso surgiram acusações de crimes de guerra contra Taylor, e uma pressão internacional se seguiu para que ele renunciasse e saísse do país. A Nigéria, governada por Olusegun Obasanjo, ofereceu o exílio, com a condição que Taylor não se envolvesse mais com a política da Libéria. Taylor inicialmente se recusou a abandonar o país e disse que somente sairia se os Estados Unidos enviassem uma força de pacificação. Os EUA anunciaram que só considerariam intervir com uma força de pacificação se Taylor deixasse o país. Apesar disso, atendendo a exigência de Taylor, várias nações africanas, lideradas pela Nigéria, enviaram tropas para a Libéria.
Em 10 de agosto Taylor acabou com o impasse ao aparecer na rede nacional de televisão anunciar que ele renunciaria no dia seguinte e entregaria o poder para seu vice-presidente, Blah. Em seu discurso de despedida ele criticou duramente o governo dos Estados Unidos, dizendo que a insistência de Bush em exigir sua saída da Libéria iria prejudicar o país. Como prometido, no dia seguinte Taylor renunciou e Blah assumiu como presidente até que um governo de transição fosse estabelecido em 14 de outubro. Os Estados Unidos desembarcaram 2 300 fuzileiros navais no país logo em seguida.

### Exílio (2003-2006)
Taylor voou para a Nigéria onde foi acolhido com sua comitiva na cidade de Calabar. Ele passou a morar numa casa à beira-mar. Ele logo começou a ser perseguido: O Congresso dos EUA aprovou uma lei que oferecia 2 milhões de dólares pela sua captura. Embora o acordo feito para Taylor o tenha garantido uma estadia segura na Nigéria, também exigia que ele se abdicasse da política liberiana, e os seus críticos disseram que ele desconsiderou esta parte do acordo. Em 4 de dezembro a Interpol emitiu uma notificação vermelha contra Taylor, declarando-o procurado por crimes de contra a humanidade e sugerindo que todas as polícias do mundo tinham o dever de prendê-lo. Foi colocado na lista de mais procurados pela instituição e uma observação ainda alertou de que era perigoso. Em resposta a Nigéria disse que somente entregaria Taylor caso um presidente da Libéria o exigisse. Em 17 de março de 2006, a recém-eleita presidente da Libéria, Ellen Johnson Sirleaf, apresentou um pedido oficial de que Taylor fosse extraditado. Em 25 de março a Nigéria se recusou a extraditá-lo para a Libéria, pois não havia um tratado de extradição entre as duas nações. Entretanto concordou em entregar Taylor para o Tribunal Especial para a Serra Leoa.

### Desaparecimento e prisão
Alguns dias após a Nigéria anunciar que tinha a intenção de enviar Taylor para o Tribunal Especial para a Serra Leoa, Taylor desapareceu de sua casa. Ele ficou apenas 12h desaparecido, pois foi encontrado no dia 29 de março de 2006 tentando cruzar a fronteira com os Camarões em seu Range Rover, que possuía uma placa diplomática da Nigéria. Ele foi reconhecido e acabou detido, sendo entregue ao Tribunal Especial para a Serra Leoa. Taylor tinha a intenção de retornar à Libéria.

### Julgamento, condenação e encarceramento (2006-2012)
O Tribunal Especial para a Serra Leoa foi criado para "julgar todos os que têm grande responsabilidade pelos crimes contra a Humanidade e de Guerra". Charles Taylor foi indiciado em 3 de março de 2003 de 17 crimes de guerra e contra a humanidade. Apesar disso em 16 de março de 2006 sua acusação foi alterada, tendo sido reduzida para 11 crimes, sendo eles: Atos de terrorismo, assassinato, violência à vida, dano à saúde e bem estar físico ou mental de pessoas, em particular assassinato, estupro, escravidão e qualquer outra forma de violência sexual, ultraje à dignidade pessoal, dano à saúde e bem estar físico ou mental de pessoas, em particular tratamento cruel, outros atos desumanos, alistar crianças menores de 15 anos em forças armadas ou grupos ou usá-las para participar ativamente nas hostilidades, escravidão e pilhagem.
Charles Taylor foi considerado culpado de todas as 11 acusações condenado a 50 anos de prisão pelo Tribunal Especial para Serra Leoa, sendo o seu julgamento realizado em Haia, nos Países Baixos. Seu julgamento foi repleto de protestos e boicotes por parte de Taylor e sua equipe de advogados, que acusavam o tribunal de ser parcial. Ele começou a cumprir sua pena em 15 de outubro de 2013, quando foi transferido para uma penitenciária na cidade de Durham, na Inglaterra. Em 2017 a mídia divulgou que Taylor esteve utilizando de ligações telefônicas para falar com seus partidários do Partido Patriótico Nacional, que ele fundou em 1997 e também ameaçando alguns de seus inimigos. Na ligação, ele afirma: "Charles Ghankay Taylor nunca poderá retornar ao PPN... Essa revolução é minha vida. Sempre será minha vida. Então eu suplico que meus amigos retornem à sua base. Sua base: O PPN. Eu tenho me tornado uma ovelha sacrificial pela república... Eu lhe perdoo, Ellen Johnson-Sirleaf, pelo que você fez a mim".
Em janeiro de 2025, um ativista liberiano lançou uma petição que exigia a libertação do ex-presidente, alegando que seu julgamento foi seletivo e não incluiu outros envolvidos nos conflitos em Serra Leoa. Ele pretendia arrecadar mais de 2 milhões de assinaturas.
Em fevereiro de 2025, o nome de Taylor circulou em uma fake news que alegava que o presidente dos Estados Unidos, Donald Trump, teria ordenado que fosse libertado da prisão.